# Ервін Менні
Ервін Менні (нім. Erwin Menny; 18 серпня 1893, Саарбург — 6 грудня 1949, Фрайбург) — німецький воєначальник, генерал-лейтенант вермахту. Кавалер Лицарського хреста Залізного хреста.

## Біографія
29 червня 1912 року вступив в Прусську армію. Учасник Першої світової війни. Після демобілізації армії залишений в рейхсвері. З 26 серпня 1939 року — командир 81-го запасного стрілецького, з 12 травня 1940 року — 69-го стрілецького полку, з 15 квітня 1941 по 15 липня 1942 року — 15-ї стрілецької бригади. Одночасно 6-8 грудня 1941 року виконував обов'язки командира 15-ї танкової, 18-19 червня 1942 року — 90-ї легкої африканської дивізії. З 15 вересня по 31 грудня 1942 року — командир 18-ї танкової, з 6 квітня 1943 року — 387-ї, з 10 липня 1943 року — 333-ї, з 17 жовтня 1943 року — 123-ї, 1-20 листопада 1943 року — 72-ї, з 10 лютого 1944 року — 84-ї піхотної дивізії. 21 серпня 1944 року взятий в полон канадськими військами. В 1948 році звільнений.

## Звання
- Фанен-юнкер (29 червня 1912)
- Лейтенант (21 лютого 1914; патент від 21 лютого 1912)
- Оберлейтенант
- Ротмістр (1 листопада 1924)
- Майор
- Оберстлейтенант (1 серпня 1937)
- Оберст (1 квітня 1939)
- Генерал-майор (1 квітня 1942)
- Генерал-лейтенант (1 жовтня 1943)

## Нагороди
- Залізний хрест 2-го і 1-го класу
- Орден Церінгенського лева, лицарський хрест 2-го класу з мечами
- Почесний хрест ветерана війни з мечами
- Пам'ятна військова медаль (Австрія) з мечами
- Медаль «За вислугу років у Вермахті» 4-го, 3-го, 2-го і 1-го класу (25 років)
- Застібка до Залізного хреста
  - 2-го класу (20 травня 1940)
  - 1-го класу (25 травня 1940)
- Нагрудний знак «За танкову атаку» в бронзі (27 серпня 1941)
- Нагрудний знак «За поранення» в чорному (26 листопада 1941)
- Лицарський хрест Залізного хреста (26 грудня 1941)
- Нарукавна стрічка «Африка»
- Срібна медаль «За військову доблесть» (Італія)
- Савойський військовий орден, офіцерський хрест (Королівство Італія)
- Колоніальний орден Зірки Італії, командорський хрест